# Matteo del Nassaro
Matteo del Nassaro, o del Nazaro (Verona, 1490 circa – Parigi, 1547 circa), è stato un orafo, musicista ed intagliatore italiano.

## Biografia

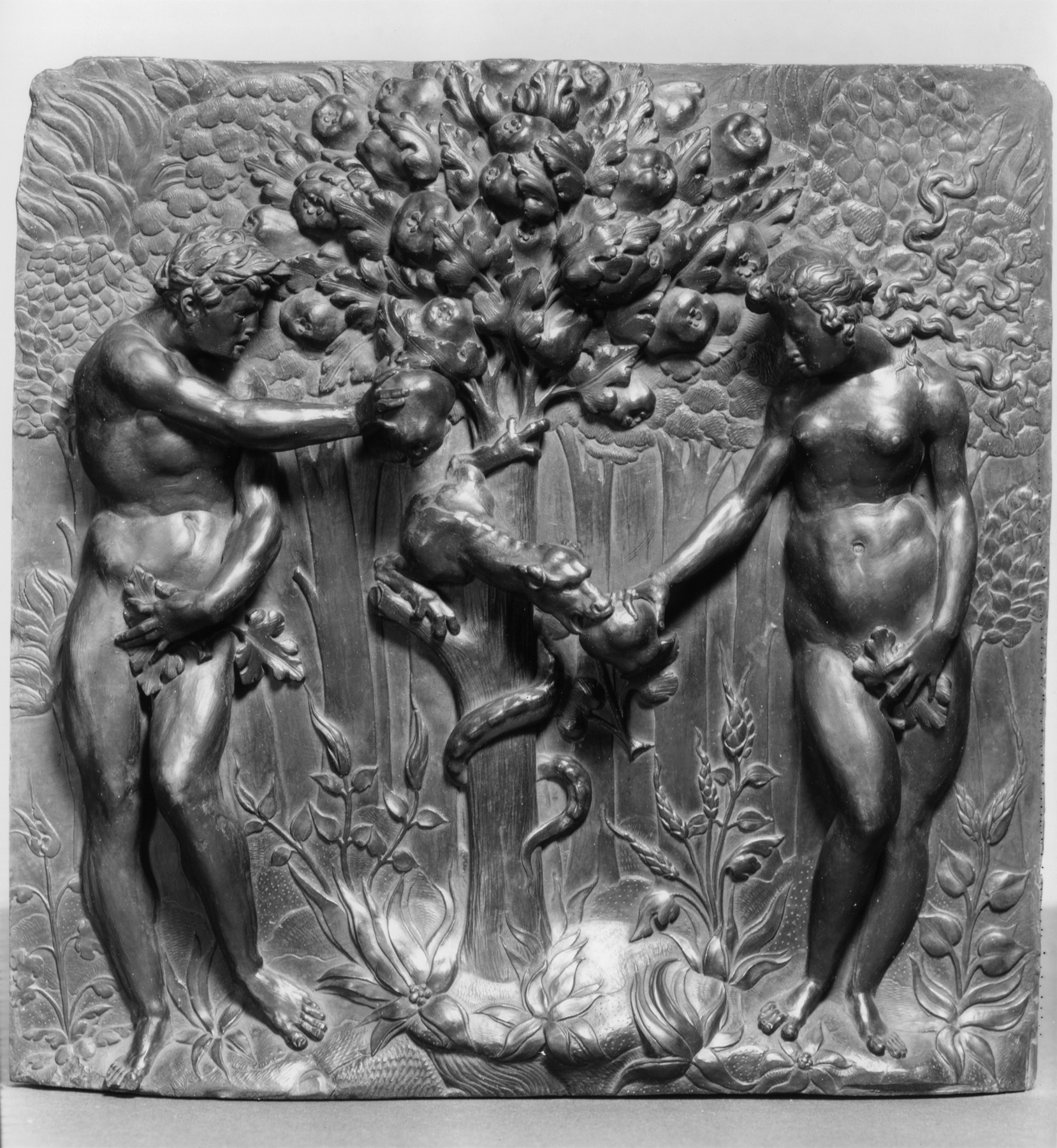
Mattero del Nassaro, La caduta di Adamo ed Eva

Secondo Luciano Rognini nacque in Verona in contrada San Giovanni in Valle (da famiglia originaria da un piccolo centro chiamato Nassar, a ovest della città, sul fiume Adige) nel 1485 figlio primogenito di Jacopo, un agiato artigiano, e di Antonia. Ebbe come maestri Galeazzo Mondella e Niccolò Avanzi, artigiani-artisti veronesi e lasciò la sua città natale dopo il 1518. Eseguì numerosi lavori di alto pregio soprattutto modelli per conii di monete e medaglie. 
Lavorò per diverso tempo in Francia alla corte di re Francesco I; trovò casa a Parigi dove si sposò ed ebbe numerosi figli. 
Produsse soprattutto medaglie e cammei. Alcuni lo indicano in vecchiaia come ritornato a Verona. 
Il Vasari nelle Vite (1568) parte quarta, lo menziona, col nome di Matteo dal Nasaro Veronese tra i maggiori nell'arte sua insieme a Valerio Vicentino e Giovanni da Castel Bolognese.